# 화두창

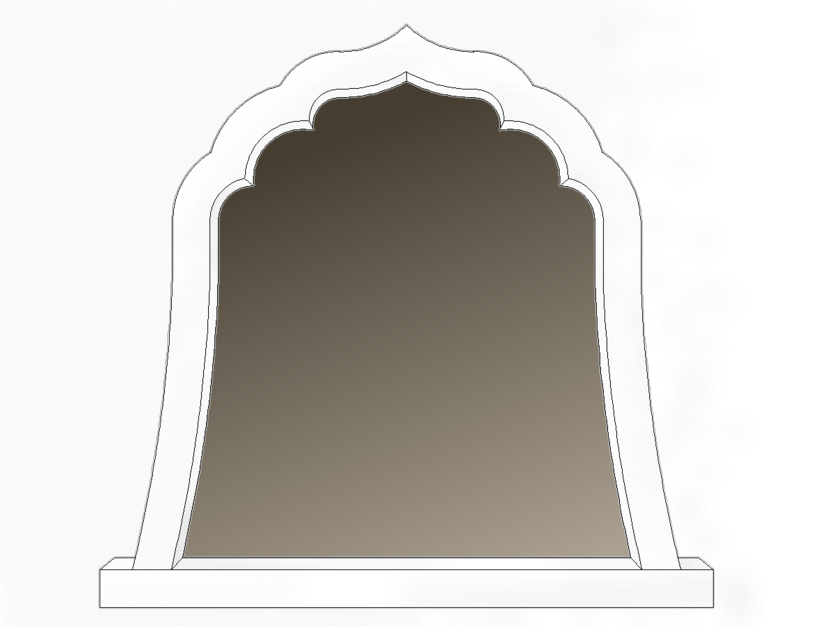
화두창

화두창(花頭窓)은 틀이 활짝 핀 꽃 모양으로 된 창을 말한다. 이는 연꽃의 꽃잎을 도안화한 것으로, 주로 사찰건축이나 성곽건축, 주택건축에서 볼 수 있다. '화두창(火頭窓)'이라고도 쓰며, 창의 윗틀을 화염형이나 꽃의 머리형으로 만든 특수한 장식창이라고 할 수 있다.

## 역사
중국에서 전래된 것으로 주로 사찰 건축에서 사용되었다. 한반도에서는 고려 말의 대표양식으로 탑이나 전통가옥에서 엿볼 수 있다. 고려 말에는 불상 및 불교 건축에 장식적인 요소가 강조되었으므로, 창문의 양식도 장식적으로 꾸몄던 것이다. 일본에서는 가마쿠라 시대에 중국으로부터 선종 건축이 도입되었을 때 처음 나타나기 시작했다. 이후 널리 퍼져 사찰뿐만 아니라 신사와 성곽 건축에서도 사용되었다.

## 형태
창의 형태는 윗테두리에 곡선미를 주어 장식성을 더했고, 옆과 아래테두리는 직선형을 띠었다. 점차 시간이 흐름에 따라 다양한 양식을 띠게 된다. 옆테두리는 위에서 아래로 부채꼴 형태로 퍼지게 되었고, 아래 테두리도 위 테두리처럼 곡선미를 주어 장식성을 더한 것도 있다.

## 참고
- 『韓國佛教大辭典』 , 寶蓮閣, 1982.
- 『石燈調查報告書』 , 國立文化財硏究所, 1999.